# Повітрянонезалежний двигун

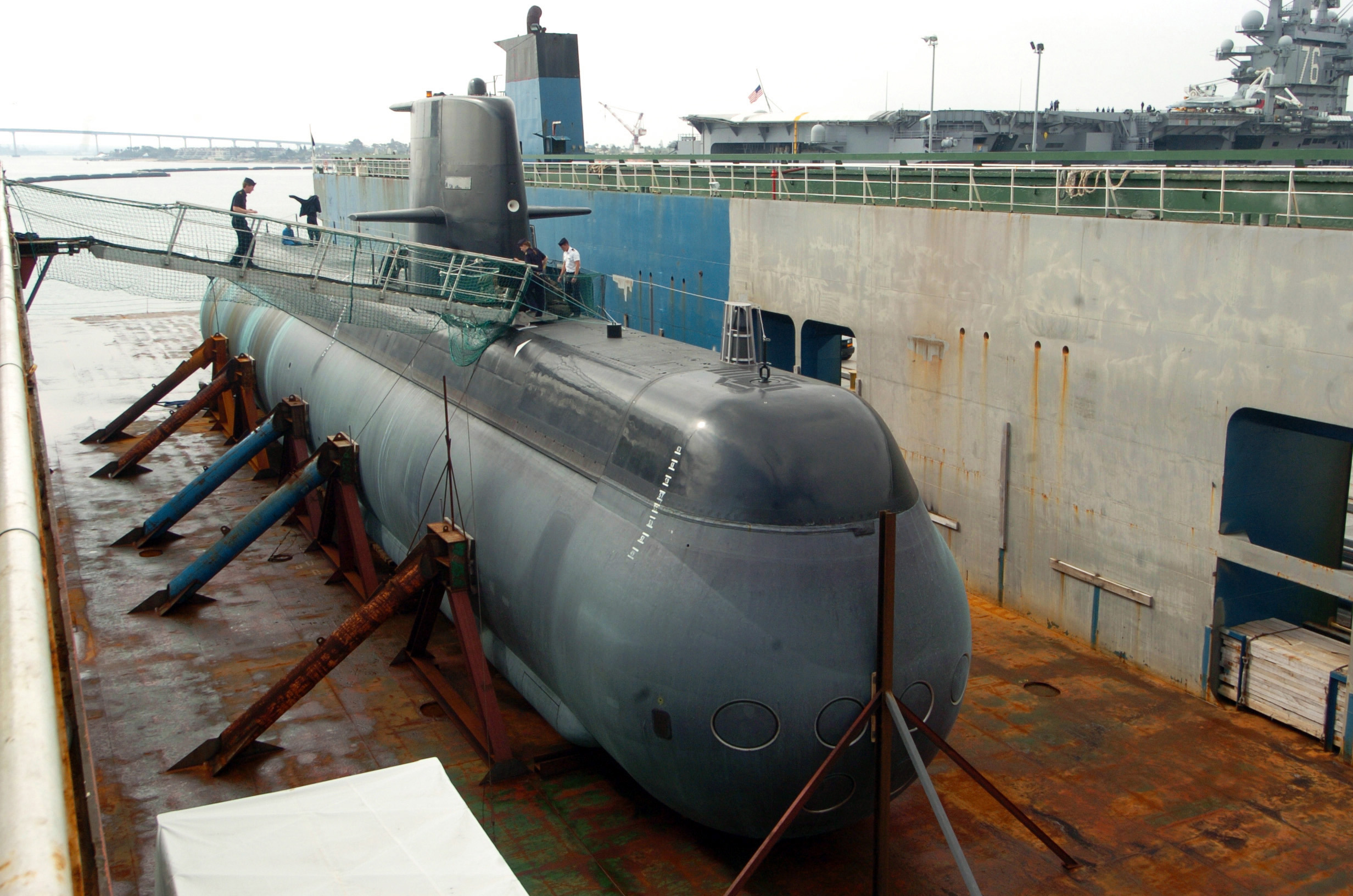
ДПЧ «Готланд» прибув в Сан-Дієго, США. 2005 рік

Повітрянонезалежний двигун — поняття, яке включає в себе технології, які дозволяють підводному човну плавати без необхідності підійматися на поверхню. Поняття зазвичай виключає використання атомної енергії.
Поширення отримали чотири види:
1. двигуни із зовнішнім підведенням тепла (Стірлінга);
2. дизелі замкнутого циклу;
3. паротурбінна установка замкнутого циклу;
4. енергетичні установки з електрохімічними генераторами.

## Розробки
Кожна країна по-своєму підійшли до створення повітрянонезалежної енергетичної установки:
- Швеція схиляється до створення установки на базі двигуна Стірлінга;
- основою німецької установки стали електрохімічний генератор та інтерметалідне зберігання водню;
- французи створили установку MESMA (Module d'Energie Sous-Marine Autonome) на основі роботи турбіни по замкнутому циклу, що використовує етанол і рідкий кисень;
- Росія обрала своїм напрямком по створенню ПНЕУ електрохімічний генератор (паливний елемент).[1][2]

## Застосування
Неатомні підводні човни з повітрянонезалежною енергетичною установкою (ПНЕУ) є у Франції (група компаній Naval), Швеції (Saab), Німеччини (Siemens і ThyssenKrupp Marine Systems), Японії (Kawasaki за підтримки Saab), Іспанії (Técnicas Reunidas) і Китаю.

### Двигун Стірлінга
У першій половині 1960-х років військово-морські довідники вказували на можливість встановлення на підводних човнах типу «Шйоурмен» шведцького виробництва повітрянонезалежних двигунів Стірлінга. Однак ні «Шйоурмени», ні наступні за ними «Неккени» і «Вестерйотланди» зазначені силові установки так і не отримали. І лише в 1988 році головна субмарина типу «Наккен» була переобладнана під двигуни Стірлінга. З ними вона провела під водою більше 10 тисячі годин. Іншими словами, саме шведи відкрили в підводному кораблебудуванні еру допоміжних анаеробних рухових установок. І якщо «Наккен» — перший дослідний корабель цього підкласу, то субмарини типу «Готланд» стали першими серійними човнами з двигунами Стірлінга, які дозволяють їм перебувати під водою безперервно до 20 діб. В даний час здебільшого підводні човни ВМС Швеції оснащені двигунами Стірлінга, а шведські суднобудівники вже добре відпрацювали технологію оснащення цими двигунами підводних човнів, шляхом врізання додаткового відсіку, в якому і розміщується нова рухова установка.
У 2005—2007 роках підводний човен «Готланд» був зданий у лізинг США для використання у навчаннях в якості підводного противника. Шведські моряки наочно показали своїм американським колегам наскільки складна оборона від сучасних неатомних субмарин.
Подібні двигуни встановлені також в новітніх японських підводних човнах типу «Сорю».

### Газотурбінний двигун
На форумі «Армія-2019» в червні 2019 року генеральний директор санкт-петербурзького КБ «Малахіт», що входить до складу ОСК, Володимир Дорофеєв повідомив, що його КБ веде активну розробку принципово нового повітрянонезалежного (анаеробного) двигуна замкнутого циклу газотурбінного типу. Підприємство розкрило на форумі деякі подробиці розробки і презентувало проект новітнього підводного човна під умовною назвою «Проект П-750Б», на якій буде встановлено такий двигун.
За словами провідного конструктора КБ «Малахіт» Ігоря Караваєва, новий двигун має два режими роботи — надводний і підводний. У надводному режимі для роботи газотурбінної установки використовується атмосферне повітря. У підводному — з посудин Дьюара подається рідкий окисник, а газова суміш, що виділяється турбіною двигуна, знову заморожується, таким чином двигун не споживає з навколишнього середовища і не виділяє в навколишнє середовище нічого. Тільки за допомогою цієї установки підводний човен П-750Б розвиває швидкість підводного ходу в 10 вузлів і більше.

### Літієві батареї
Оскільки повітрянонезалежна енергетична установка вимагає для своєї роботи на борту підводного човна запасу рідкого кисню або водню, а також через невисоку дальність підводного ходу, котра забезпечується ПНЕУ, існує тенденція до повернення в сучасних проектах неатомних підводних човнів до традиційної дизель-електричної схеми з використанням надмістких літій-полімерних акумуляторів. Основним недоліком такої енергетичної установки є її висока вартість.